# Хуан Фу
Хуан Фу (кит.: 黄郛; піньїнь: Huáng Fú; 8 березня 1880 — 6 грудня 1936) — китайський державний і політичний діяч, виконував обов'язки президента Китайської Республіки восени 1924 року.

## Життєпис
Народився 1880 року в селищі Байгуань повіту Шан'юй, що в провінції Чжецзян. 1904 року вступив до військового училища, потім за державний кошт був відряджений на навчання до Японії. Там він вступив до лав Тунменхою та познайомився з Чан Кайші і Чжан Цюнем. 1910 року повернувся до Китаю.
Після Учанського повстання 1911 року Хуан Фу вирушив до Шанхая, де допоміг Чень Цімею встановити владу революційного уряду.
Коли 1912 року в Нанкіні було створено Тимчасовий уряд, Хуан Фу отримав посаду головного інспектора військових постів. Після того, як Юань Шикай став тимчасовим президентом Республіки Китай, Хуан Фу очолив штаб генерал-губернатора провінції Цзянсу. 1913 року з початком Другої революції Хуан Фу долучився до революціонерів проти Юань Шикая. Після поразки повстання Хуан Фу через Японію виїхав до США. 1916 року повернувся на батьківщину, де взяв участь у війні на захист республіки. Після перемоги республіканців Хуан Фу оселився в Тяньцзіні та зайнявся літераторською діяльністю.
1921 року Хуан Фу був серед делегатів Бейянського уряду на Вашингтонській конференції. 1923 року отримав портфель міністра закордонних справ у кабінеті Чжан Шаоцзена, потім був міністром просвіти в урядах Ґао Лінвея та Янь Хуейціна.
1924 року Фен Юсян улаштував Пекінський переворот, в результаті якого Чжилійська кліка втратила владу. Хуан Фу підтримав Фен Юсяна й очолив уряд. Однак потім влада перейшла до Фентянської кліки, й Дуань Ціжуй поставив своїх людей на ключові посади, а Хуан Фу виїхав до Тяньцзіня.
1926 року гомінданівський уряд організував Північний похід, Чан Кайші захопив Наньчан і розмістив там свою тимчасову ставку. 1927 року Хуан Фу вирушив на південь і долучився до гоміньданівців. Після шанхайської різанини 1927 року Хуан Фу став мером Шанхая. Від лютого 1928 року Хуан Фу очолив міністерство закордонних справ.
1933 року Хуан Фу підписав від китайської сторони перемир'я Тангу.
Помер у грудні 1936 року в Шанхаї.